# Tamara Crow
Tamara "Tammy" Crow (ur. 3 lutego 1977 w Saint Louis) – amerykańska pływaczka synchroniczna, brązowa medalistka olimpijska z Aten.
W 2001 wystąpiła na pływackich mistrzostwach świata w Fukuoce, gdzie wystąpiła w konkurencji drużyn i zajęła 4. pozycję. W 2004 reprezentowała swój kraj na igrzyskach olimpijskich, w ich ramach wystąpiła w konkurencji drużyn – razem z koleżankami z zespołu uzyskała w finale wynik 97,418 pkt i zdobyła brązowy medal.